# Mesnilomyia subaperta
Mesnilomyia subaperta är en tvåvingeart som beskrevs av Herting 1983. Mesnilomyia subaperta ingår i släktet Mesnilomyia och familjen parasitflugor.
Artens utbredningsområde är Iran. Inga underarter finns listade i Catalogue of Life.